# Jaya waterloti
Jaya waterloti är en insektsart som först beskrevs av Navás 1914.  Jaya waterloti ingår i släktet Jaya och familjen myrlejonsländor. Inga underarter finns listade i Catalogue of Life.